# 朱門巧婦 (電影)
《朱門巧婦》（英語：Cat on a Hot Tin Roof）是一部1958年的美國電影，理查·布鲁克斯執導，保罗·纽曼和伊麗莎白·泰勒分飾男女主角，劇情改編自田纳西·威廉斯1955年的一套同名百老匯舞台劇，描寫美國南部一個家族的聚會中，所發生的種種糾葛。
本片曾於1959年奧斯卡金像獎中入圍包括最佳影片在內的六個獎項，但均未獲獎。然而上映當時的票房則是大獲成功。

## 劇情

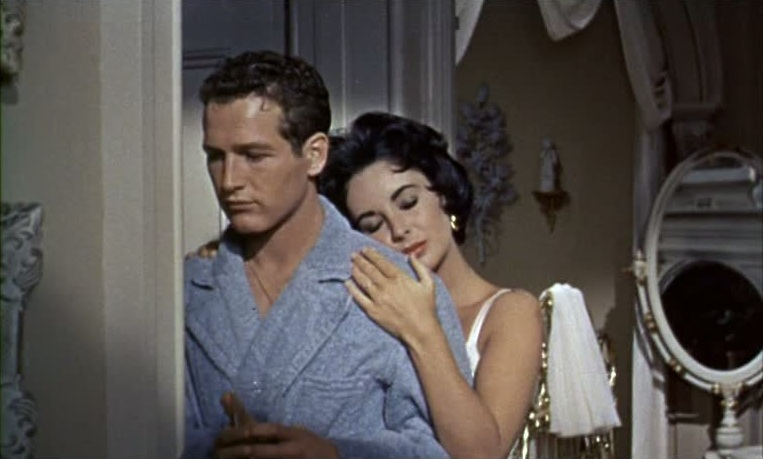
電影截圖

布力克（Brick，保罗·纽曼）在大學時是一名出色的運動員，現在卻時常懷念昔日光輝的日子。某一晚，他在黑暗中嘗試跳欄而弄傷腿，被迫要用柺杖。翌日，他與妻子瑪姬（Maggie，伊麗莎白·泰勒）為了慶祝布力克父親（Big Daddy）的六十五歲生日，回到他在密西西比州的老家。他父親剛做完健康檢查，健康很糟卻不自知，而他的下一輩包括長子古柏與其妻子梅覬覦他的財產——28000畝的土地。
在等待父親生日的這段期間，布力克只顧喝酒不理妻子。原來瑪姬曾因嫉妒布力克與他好友史基柏（Skipper）的友誼（原作舞台劇版本的設定中，布力克與史基柏之間有男同志情誼，電影版中則修改得較為隱晦），而去誘惑史基柏，當布力克從史基柏口中得知妻子（或是史基柏）背叛他後產生反感，不再接史基柏的電話，最後造成史基柏畏罪自殺。布力克因好友之死而自責，長年酗酒，導致性無能。布力克對妻子瑪姬逐漸冷漠起來，再也沒有性生活，同时瑪姬野承担着来自丈夫父母对于传宗接代的要求，以及来自古柏妻子的炫耀，多重的压力使她像隻待在熱鐵皮屋頂上的貓一樣，兩人常因此吵架。
其父對每天喝到醉醺醺的兒子看不過眼，嘗試跟他作長談，布力克一再拒絕，父親將話題轉到史基柏身上，此時外邊下起大雨。布立克宣稱瑪姬與史基柏偷偷上床，轉眼父親知道自己得了絕症躲到儲藏室。布力克清洗完後去儲藏室找父親，聊了很多對過去的懷念，兩人在對談中解開許多心結，父親宣布布力克是未來的繼承人。

## 原著劇本
《朱門巧婦》劇情改編自田纳西·威廉斯1951年寫的一本短篇小說《一場夏日遊戲中的三個要角》，在該小說中，主角布力克·波立特是一名運動員，因酗酒而被其治療醫師的寡婦所拋棄。1955年小說改寫為《熱鐵皮屋頂上的貓》，在百老匯舞台劇上演。

## 外部連結
- 互联网电影数据库（IMDb）上《朱門巧婦》的资料（英文）
- AllMovie上《朱門巧婦》的资料（英文）
- Box Office Mojo上《朱門巧婦》的資料（英文）
- TCM电影资料库上《朱門巧婦》的资料（英文）
- 爛番茄上《朱門巧婦》的資料（英文）